# Thyrinteina trica
Thyrinteina trica là một loài bướm đêm trong họ Geometridae.